# Molecola ipervalente

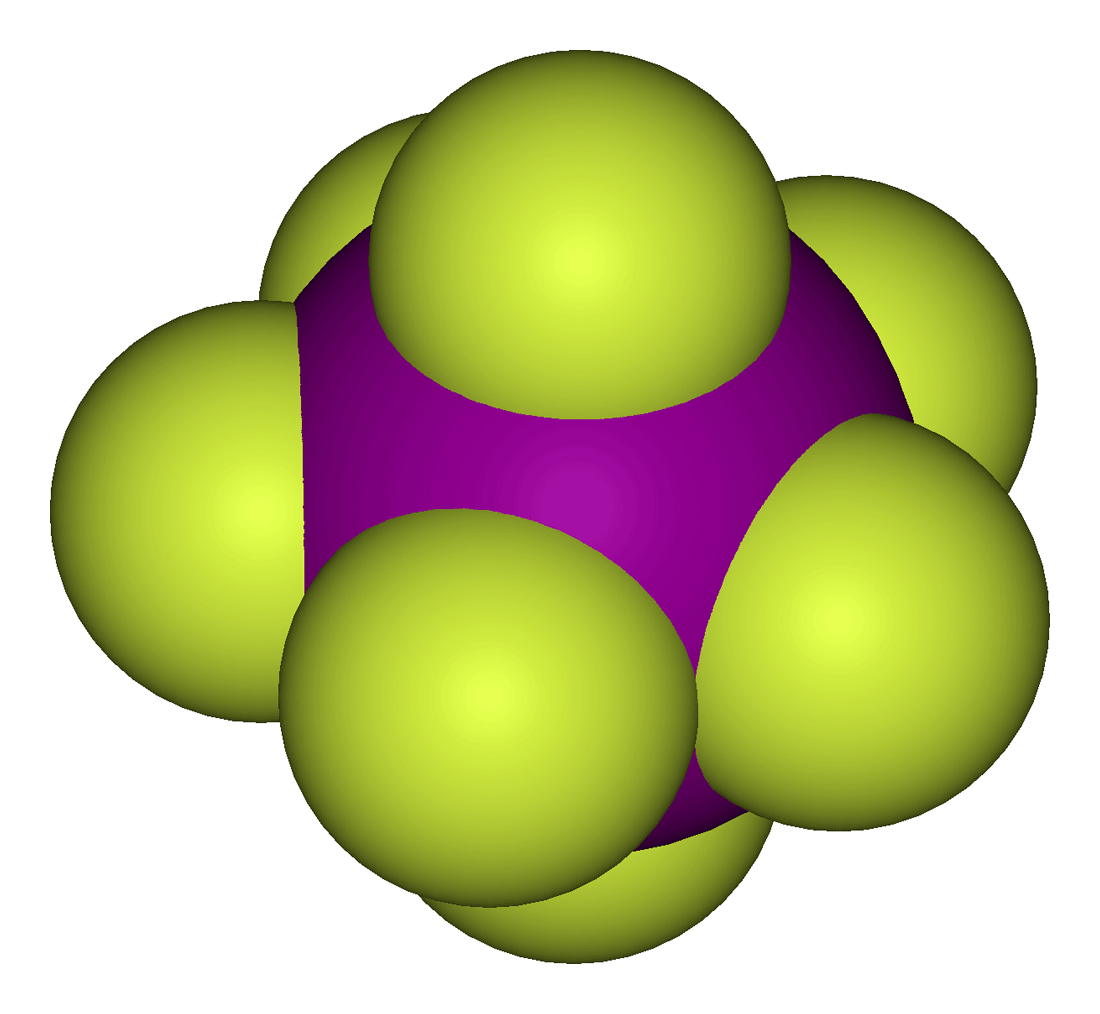
L'eptafluoruro di iodio, un composto ipervalente.

Per molecola ipervalente si intende una molecola in cui uno dei suoi atomi presenta nel suo guscio elettronico più esterno più di otto elettroni. Per tal motivo si dice anche che ha ottetto espanso.
Composti con ottetto espanso non seguono la regola dell'ottetto, e sono ad esempio: TlI3, ClF3, XeF2, PO43-, PCl5, IrF6, IF7, i quali hanno atomi aventi nove, dieci, dodici e più elettroni nel loro guscio elettronico più esterno.

## Nomenclatura
La prima definizione di molecola ipervalente è stata fornita da Jeremy I. Musher nel 1969, definendola come "qualsiasi molecola contenente un elemento appartenente ai gruppi dal 15 al 18 avente stato di ossidazione maggiore di quello più basso." 
Esistono varie classi di composti ipervalenti:
- composti dello iodio ipervalente: Composti contenenti un atomo di iodio ipervalente, usati spesso in chimica organica (ad esempio periodato di Dess-Martin);
- composti di coordinazione di zolfo, fosforo e silicio. (ad esempio SF6, PCl5);
- composti dei gas nobili usati come fluoruranti (ad esempio XeF6);
- carbocationi non convenzionali: Carbocationi aromatici i cui elettroni orbitano in Legami σ, a differenza dei comuni legami π. (ad esempio norborile).

### Nomenclatura N-X-L
La nomenclatura N-X-L è stata introdotta nel 1980 ed è spesso utilizzata per classificare i principali composti ipervalenti.

N indica il numero di elettroni di valenza, X l'atomo ipervalente ed L è il numero di ligandi uniti all'atomo ipervalente.
Esempi:
| Formula bruta del composto | Nomenclatura N-X-L |
| -------------------------- | ------------------ |
| XeF2                       | 10-Xe-2            |
| XeO3                       | 14-Xe-3            |
| PCl5                       | 10-P-5             |
| SF6                        | 12-S-6             |
| IF7                        | 14-I-7             |